# Le Point
Le Point is een Frans weekblad dat in Parijs uitgegeven wordt. Het tijdschrift verscheen voor het eerst in 1972 en is opgericht door ontevreden ex-journalisten van L'Express. Het blad is eigendom van de Artémis holding, hetgeen weer een investeringsvehikel is van de Franse zakenmagnaat François Pinault. Het blad is van een zeer gematigd rechtse signatuur.